# Qvadriga
Qvadriga es un videojuego de carreras de carros ambientado en la Antigua Roma. El juego se basa en turnos y se juega desde una perspectiva de arriba hacia abajo. Los jugadores asumen el papel del propietario de un equipo de carros, gestionando un grupo de conductores (auriga) y caballos (cuadriga) entre carreras y dando órdenes a los conductores durante la carrera. Los jugadores comienzan a competir en circuitos provinciales, con el objetivo de acumular la fama y los denarios necesarios para competir y, en última instancia, lograr la victoria en el Circo Máximo de Roma.
El juego fue desarrollado por Turnopia y lanzado para Microsoft Windows en marzo de 2014. Las versiones para Android e iOS se lanzaron en abril, pero ya no están disponibles. El juego tuvo una respuesta crítica generalmente positiva y el sitio web de juegos para PC Rock Paper Shotgun lo declaró el mejor juego de carreras de 2014.

## Jugabilidad
Qvadriga es un videojuego de carreras, más específicamente carreras de carros, táctico por turnos. Los jugadores asumen el papel del propietario de un equipo de carros y deben asignar conductores (auriga) y caballos (cuadriga) para competir en carreras. Las carreras se desarrollan durante tres vueltas desde una perspectiva de arriba hacia abajo y se celebran en hipódromos griegos o circos romanos. En las carreras de hipódromo, los carros se alinean en una línea de salida en el centro de la arena; mientras que en los circos, los carros salen de las carceres curvas situadas en un extremo.
Las carreras se dividen en períodos de tiempo de 10 segundos que constituyen un turno, el juego puede configurarse para pausarse en cada turno o ejecutarse sin problemas en tiempo real. En cada turno, el jugador puede dar una orden al conductor; puede cambiar de velocidad, cambiar de carril, atacar o defenderse de los otros competidores. Los jugadores deben controlar su velocidad al tomar curvas o su carro puede volcarse, provocando que los caballos arrastren a los jinetes por el suelo tomándolos de las riendas. A medida que avanza la carrera, los caballos y carros caídos pueden formar obstáculos en la pista. La victoria en las carreras otorga fama, que permite al equipo competir en arenas más prestigiosas; y denarios, que pueden invertirse en mejorar a los conductores, caballos y carros. La recompensa monetaria puede incrementarse si se apuesta con éxito por la propia victoria. Rock Paper Shotgun publicó un informe posterior a la acción que detalla las decisiones paso a paso y los escenarios presentes durante una carrera típica.
El objetivo final del juego es ganar en el escenario más prestigioso del imperio, el Circo Máximo de Roma.

## Desarrollo
Qvadriga fue desarrollado por el diseñador de videojuegos español Daniel López Soria y opera bajo el sello Turnopia. Inicialmente se inspiró para crear el juego en el juego de mesa de carreras de carros Circus Maximus de 1979. Qvadriga cuenta con cuarenta y tres hipódromos y circos, todos ellos modelados por López a partir de ejemplos históricos de la vida real. López utilizó imágenes satelitales y aéreas en su investigación y consultó la obra de referencia de John H. Humphrey de 1986 Roman Circuses: Arenas for Chariot Racing. También pudo visitar circos cercanos a él en la península Ibérica, como los de Mérida, Miróbriga y Toledo. Para crear las obras de arte para los lugares, López recurrió a Eduardo Barragán, a quien descubrió después de ver las reconstrucciones en 3D de la Antigua Roma realizadas por Barragán en YouTube. Pedro Alcaide compuso la banda sonora.
En mayo de 2012 se lanzó una versión beta preliminar del juego. En octubre de 2013 se anunció otra versión beta después de que Slitherine Software se convirtiera en el editor. Esta versión agregó un modo de campaña ambientado en múltiples arenas con diferentes atributos y el modo de turnos en tiempo real. El juego fue lanzado en marzo de 2014 para Microsoft Windows, para el cual Mark Churms proporcionó la carátula. Las versiones para Android e iOS siguieron en junio de 2014.

## Recepción
El sitio web de recopilación de reseñas Metacritic le otorgó a la versión para PC una puntuación de 72/100, lo que indica una respuesta crítica tibia. Los artículos no incluidos en el cálculo de Metacritic, como los de Rock Paper Shotgun y Wargamer, así como la cobertura de la versión móvil, fueron más positivos. Tras una reseña positiva en marzo de 2014, Rock Paper Shotgun lo nombró el mejor juego de carreras de 2014 en su serie de artículos «Bestest Bests» Game of the Year en diciembre. Softpedia lo nombró segundo juego de carreras del año en su resumen anual.
Los revisores en general encontraron que, si bien los gráficos no eran atractivos, la interfaz era eficaz para transmitir información y controlar la acción. Los críticos encontraron que la jugabilidad era tensa y atrapante, y algunos destacaron situaciones en las que sobrevivir una carrera o atacar con éxito a un equipo contrario era más importante estratégicamente que ganar un evento. Algunos señalaron que la falta de multijugador fue una oportunidad perdida, aunque el desarrollador reconoció que implementar dicha característica requeriría un gran esfuerzo.
Daniel Starkey, escribiendo en Eurogamer, encontró las carreras turno a turno emocionantes, pero sintió que la aleatoriedad jugó un papel demasiado importante en el resultado, una sensación que confirmó a través de su estilo de juego autoadmitido de guardar y escabullirse. La influencia de la aleatoriedad se exacerbó aún más en las últimas partes de la campaña, donde todos los equipos que competían tenían habilidades y equipamientos similares.
En 2022, el editor Slitherine anunció Ancient Arenas: Chariots, un sucesor espiritual en 3D de Qvadriga.